# Frederick Freake
Sir Frederick Charles Maitland Freake, 3° baronetto (Botley, 7 marzo 1876 – Moreton-in-Marsh, 22 dicembre 1950) è stato un giocatore di polo inglese.
Freake studiò al Magdalene College dell'Università di Cambridge.
Partecipò al torneo di polo della II Olimpiade di Parigi del 1900. La sua squadra, l'anglo-statunitense BLO Polo Club Rugby, vinse la medaglia d'argento.
Freake prese parte anche al torneo di polo della IV Olimpiade di Londra del 1908. La sua squadra, la britannica Hurlingham Club, vinse la medaglia d'argento dopo aver perso un'unica partita.

## Palmarès
| Anno | Manifestazione  | Sede   | Evento | Risultato |
| ---- | --------------- | ------ | ------ | --------- |
| 1900 | Giochi olimpici | Parigi | Polo   | Argento   |
| 1908 | Giochi olimpici | Londra | Polo   | Argento   |